# 草加八潮消防組合
草加八潮消防組合（そうかやしおしょうぼうくみあい）は、埼玉県草加市及び八潮市により組織された一部事務組合（消防組合）である。本項では、同組合が設置した消防本部である草加八潮消防局についても述べる。

## 概要
埼玉県が進める消防広域化推進計画に基づき2013年4月1日に草加市及び八潮市は消防広域化協議会を設立し、2015年10月1日に草加八潮消防組合が発足した。その後必要な手続きを進め、2016年4月1日に草加八潮消防局が業務を開始して草加市消防本部と八潮市消防本部が統合された。
- 本部所在地：草加市神明2-2-2
- 消防本部名称：草加八潮消防局
- 管内面積：45.48km2
- 職員数：331人(条例定数)
- 消防署2カ所、分署3カ所、消防ステーション1カ所

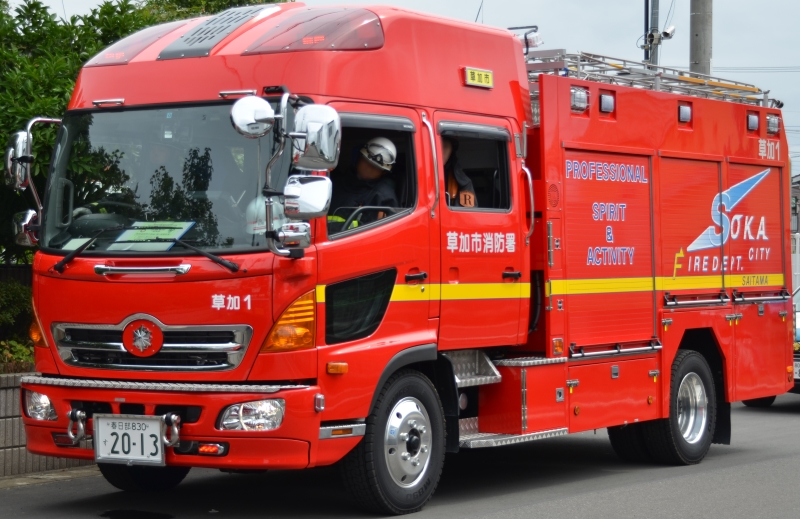
ポンプ車
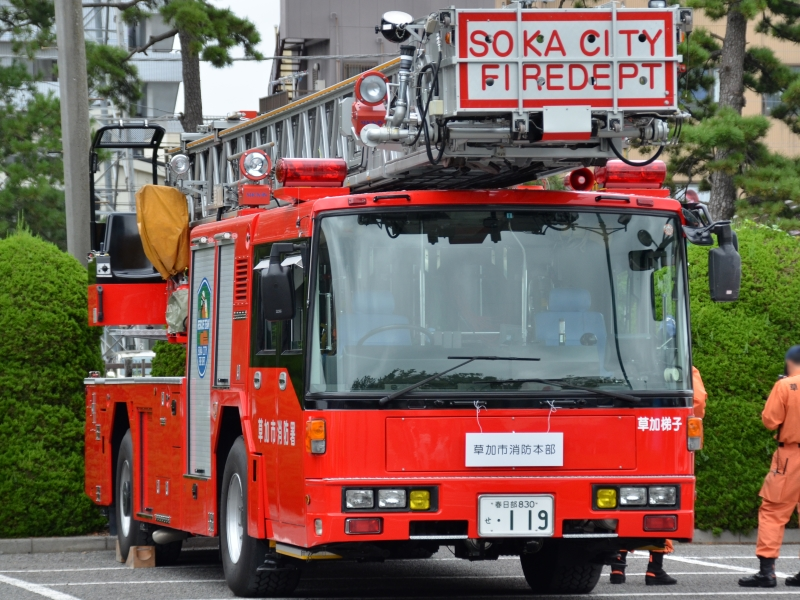
はしご車
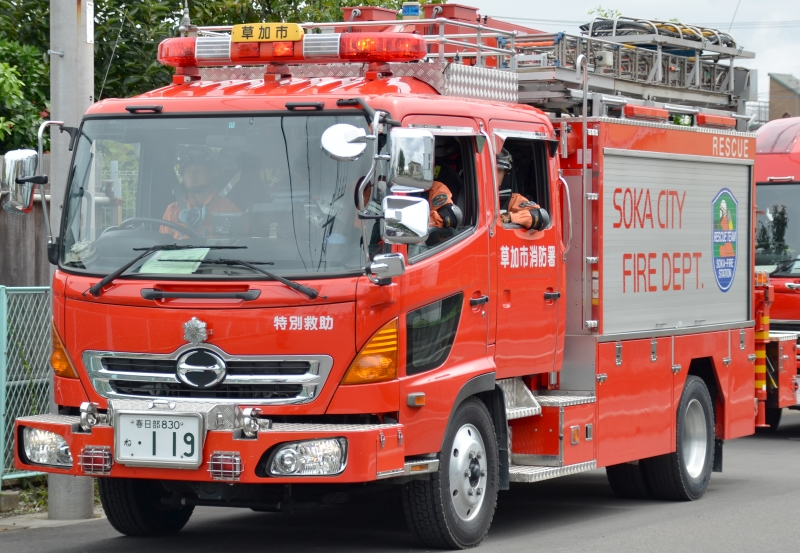
救助工作車
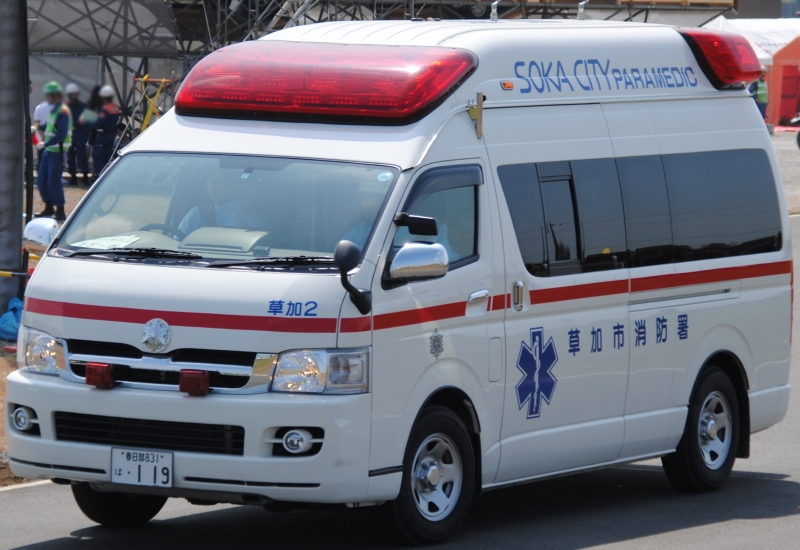
救急車
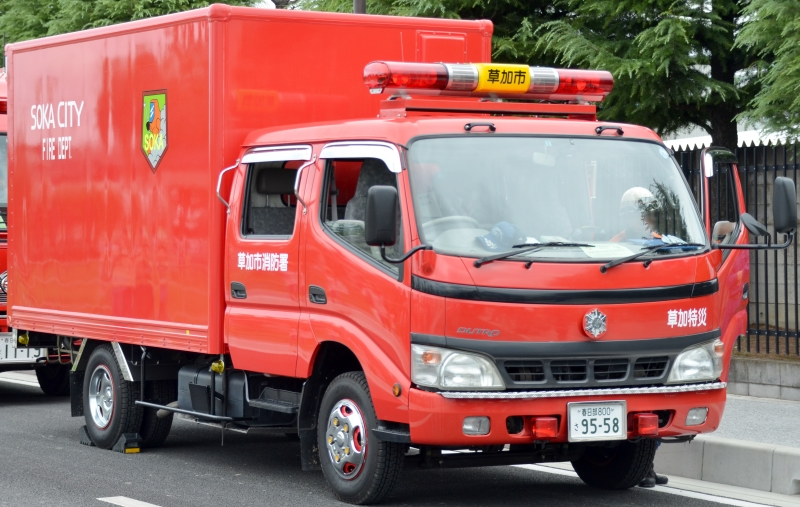
特殊災害車
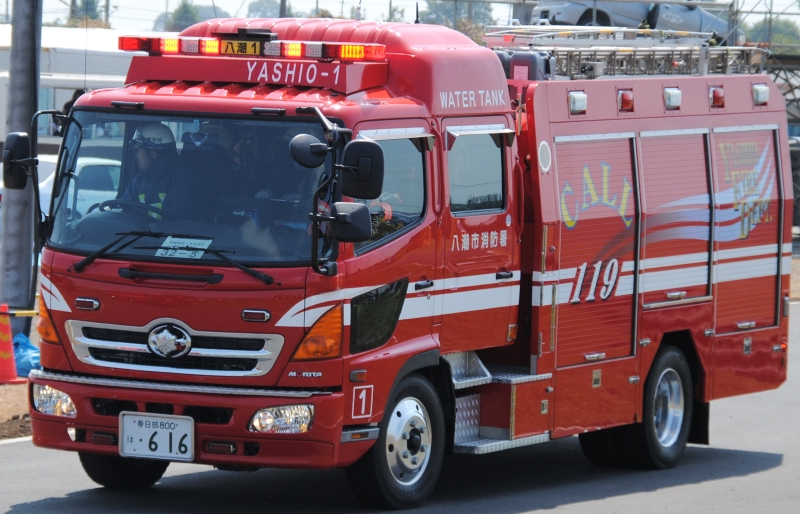
ポンプ車

- 主力機械(令和4年4月現在)
  - 消防ポンプ車：7台
    - 消防ポンプ車(非常用）：1台

  - 水槽付消防ポンプ車：3台
  - はしご車：2台
  - 化学消防車：2台
  - 救助工作車：2台
  - 救急車：10台
    - 救急車（非常用）：2台

  - 指揮車：2台
  - 司令車：2台
  - 資機材搬送車：7台
  - 火災原因調査車：1台
  - 予防広報車：1台
  - 情報収集用バイク：3台
  - 特殊災害車：1台
  - 地震体験車：1台
  - マイクロバス：2台

- ポンプ車
- はしご車
- 救助工作車
- 救急車
- 特殊災害車
- ポンプ車

## 沿革
- 2013年4月1日　草加市及び八潮市消防広域化協議会が設立される。
- 2014年2月5日　埼玉県の消防広域化重点地域指定
- 2015年3月20日　【八潮市】一部事務組合設立議案可決
- 2015年3月23日　【草加市】一部事務組合設立議案可決
- 2015年3月27日　協議書調印式[3]
- 2015年4月1日　一部事務組合設立許可申請
- 2015年4月23日　埼玉県から一部事務組合設立許可
- 2015年10月1日　草加八潮消防組合設立
- 2015年10月7日　草加八潮消防局への移行に先駆け、八潮市消防本部庁舎に設置した新消防指令センターの運用を開始し、八潮・草加の両市からの119番通報を一括受信[4]
- 2016年2月1日　平成28年第1回草加八潮消防組合議会定例会を開催し、4月1日の業務開始に必要な組合の条例案等の議案を議決[5]
- 2016年4月1日　草加八潮消防局業務開始（消防事務の共同処理開始）
- 2017年4月1日　消防局予防課が草加消防署から八潮消防署へ移転する。
  - 八潮消防署特別救助隊を格上げし高度救助隊を発足する。
- 2018年3月28日　八潮消防署に配置されている高度救助隊が埼玉県特別機動援助隊に登録される。
- 2020年（令和2年）　平成29年度に消防防災科学センターへ委託した「消防力適正配置等調査」の成果を踏えた「消防力の整備指針・消防施設整備計画」を策定する。主な内容として消防局・草加消防署の移転、草加消防署谷塚ステーションの分署化、八潮消防署南分署（仮称）の新設など。[6]

## 組織
- 消防局
  - 企画課
  - 総務課
  - 警防課
  - 予防課（八潮消防署庁舎内）
  - 情報指令課（八潮消防署庁舎内）

## 消防署
| 名称       | 消防署建物       | 所在地                     | 分署・ステーション | 分署・ステーション      | 所在地             |
| 名称       | 消防署建物       | 所在地                     | 名称               | 分署・ステーション建物  | 所在地             |
| ---------- | ---------------- | -------------------------- | ------------------ | ----------------------- | ------------------ |
| 草加消防署 |                  | 草加市神明二丁目2番2号     | 西分署             |                         | 草加市西町108番地2 |
| 草加消防署 | 青柳分署         | 草加市神明二丁目2番2号     |                    | 草加市青柳六丁目23番6号 |                    |
| 草加消防署 | 北分署           | 草加市神明二丁目2番2号     |                    | 草加市清門二丁目1番地43 |                    |
| 草加消防署 | 谷塚ステーション | 草加市神明二丁目2番2号     |                    | 草加市谷塚町525番地2    |                    |
| 八潮消防署 |                  | 八潮市大字鶴ケ曽根1185番地 | なし               | －                      | －                 |

## 消防相互応援協定
消防組織法第３９条に基づき、相互の消防力を活用して火災等の災害による被害を最小限度に防止するため、隣接する消防本部と相互応援協定を締結している。
協定締結先
- 越谷市消防局
- 三郷市消防本部
- 吉川松伏消防組合
- 川口市消防局
- 東京消防庁（東京都）

その他の応援協定
- 埼玉県下消防相互応援協定（埼玉県内のすべての消防機関で締結）
- 東京外環自動車道消防相互応援協定（埼玉県南西部消防本部・戸田市消防本部・さいたま市消防局・川口市消防局・三郷市消防本部・松戸市消防局・市川市消防局・浦安市消防本部・東京消防庁）